# 202686 Birkfellner
202686 Birkfellner è un asteroide della fascia principale. Scoperto nel 2007, presenta un'orbita caratterizzata da un semiasse maggiore pari a 2,3559286 UA e da un'eccentricità di 0,2071481, inclinata di 5,79530° rispetto all'eclittica.